# 캐리 프라이스
캐리 프라이스(영어: Carey Price, 1987년 8월 16일~)는 캐나다의 아이스하키 선수로 포지션은 골텐더이다. 현재 내셔널 하키 리그(NHL)의 카나디앵 드 몽레알의 주전 골리로 활동하고 있다.

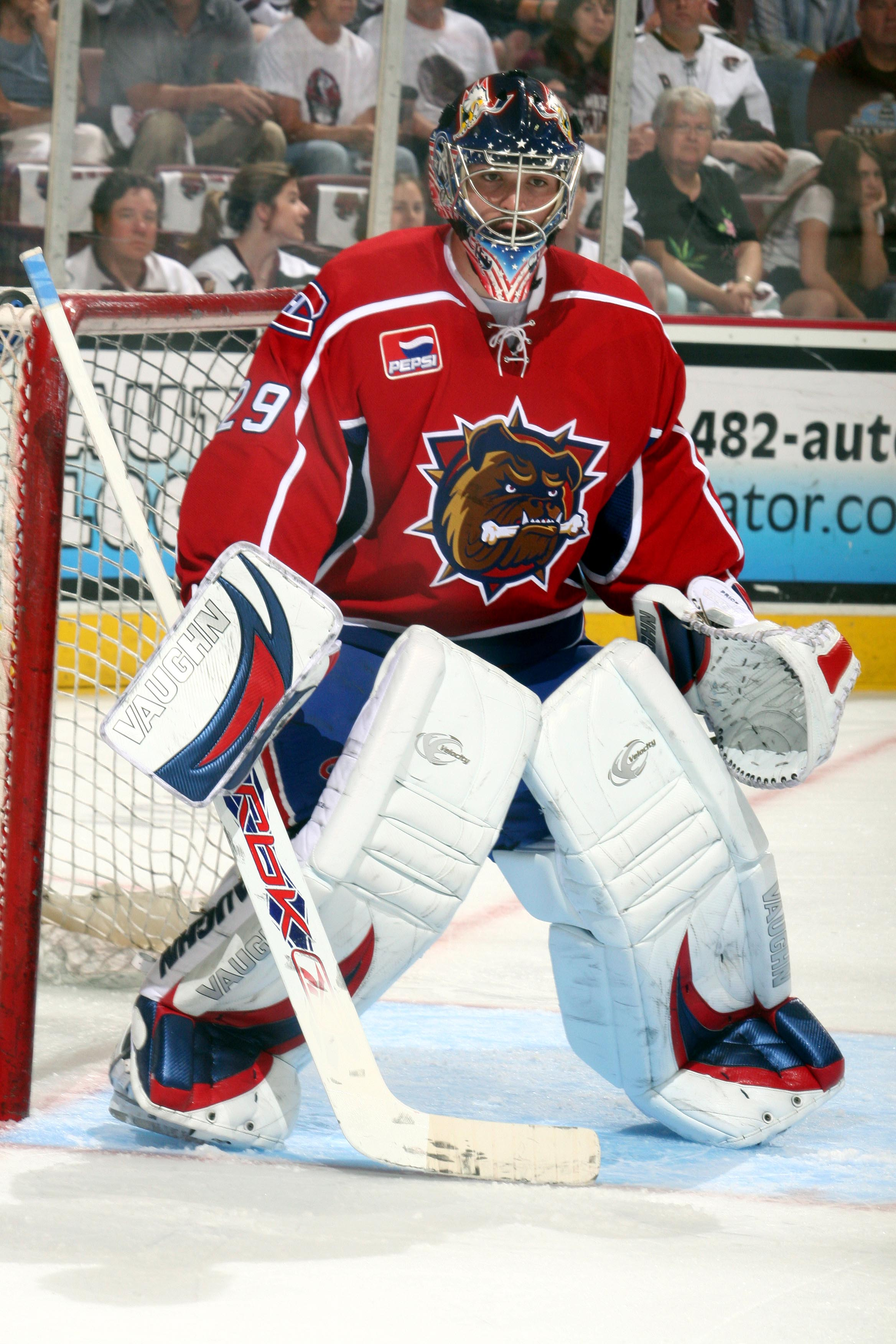
2007년 6월 해밀턴 불도그스 소속으로 콜더컵에 출전했을 당시의 프라이스

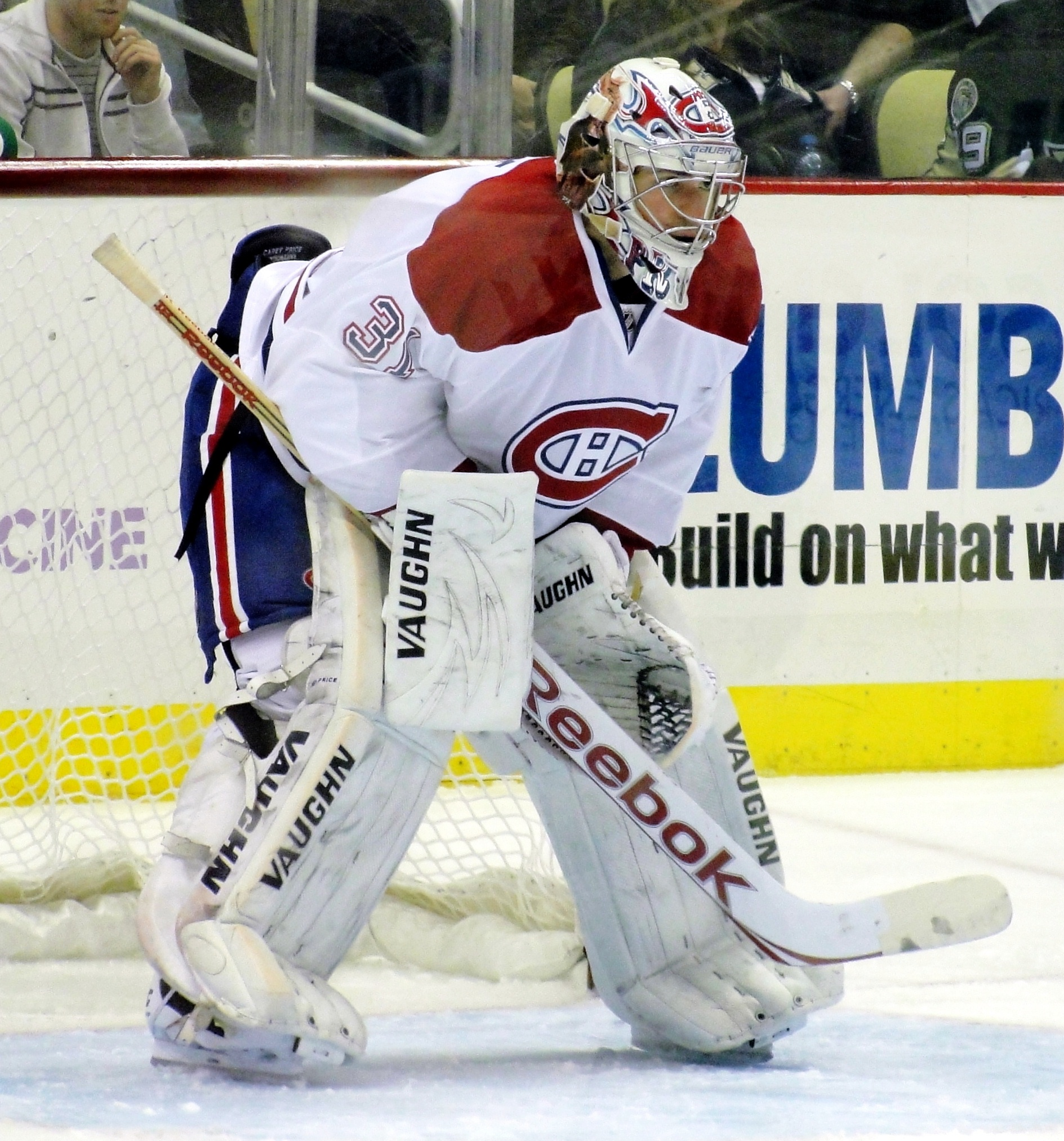
2011년 3월 카나디앵 드 몽레알와 피츠버그 펭귀스 경기 당시의 프라이스